# いすみ鉄道いすみ100型気動車
いすみ鉄道いすみ100型気動車（いすみてつどういすみ100がたきどうしゃ）は、いすみ鉄道が1988年（昭和63年）の開業時に導入した気動車である。後年の改造によって全車がいすみ200型を経て、いすみ200'型となった。

## 車両概説
東日本旅客鉄道（JR東日本）木原線が1988年3月24日に第三セクターのいすみ鉄道に転換されるのを前に、富士重工業によりいすみ101 - いすみ107の7両が製造された。当時同社が第三セクター鉄道向けに製造していたLE-CarIIシリーズの一種である。
後に座席をセミクロスシートからロングシートに改めいすみ200型に、さらにその後の床の張替えによりいすみ200'型となった。
老朽化により後継のいすみ300型、いすみ350型への置き換えが進んでおり、2015年（平成27年）6月現在、206のみがいすみ線内で運用されていたが、2024年（令和6年）7月をもって全車除籍となった。

## 構造

### 車体
1985年以降、明知鉄道、樽見鉄道、甘木鉄道、天竜浜名湖鉄道などで採用例のあるLE-CarIIの15m級普通鋼製車体で、バス車体工法を取り入れており、側面の屋根が浅く、側板にはリベットが打ち込まれている。両端にバス用の折り扉を設置し、乗務員室側のみ乗務員室扉を設置した。扉間の窓は中間5組が上段固定下段横引き窓であり、出入口扉の隣の窓は固定窓である。前面に貫通扉を設置している。車体寸法・構造・性能は天竜浜名湖鉄道TH1形に準じる。
塗装は、千葉県の県花である菜の花を表す黄色地に、海と山を表すエメラルドグリーンの細い帯と緑色の太い帯を車体裾に入れている。

### 車内

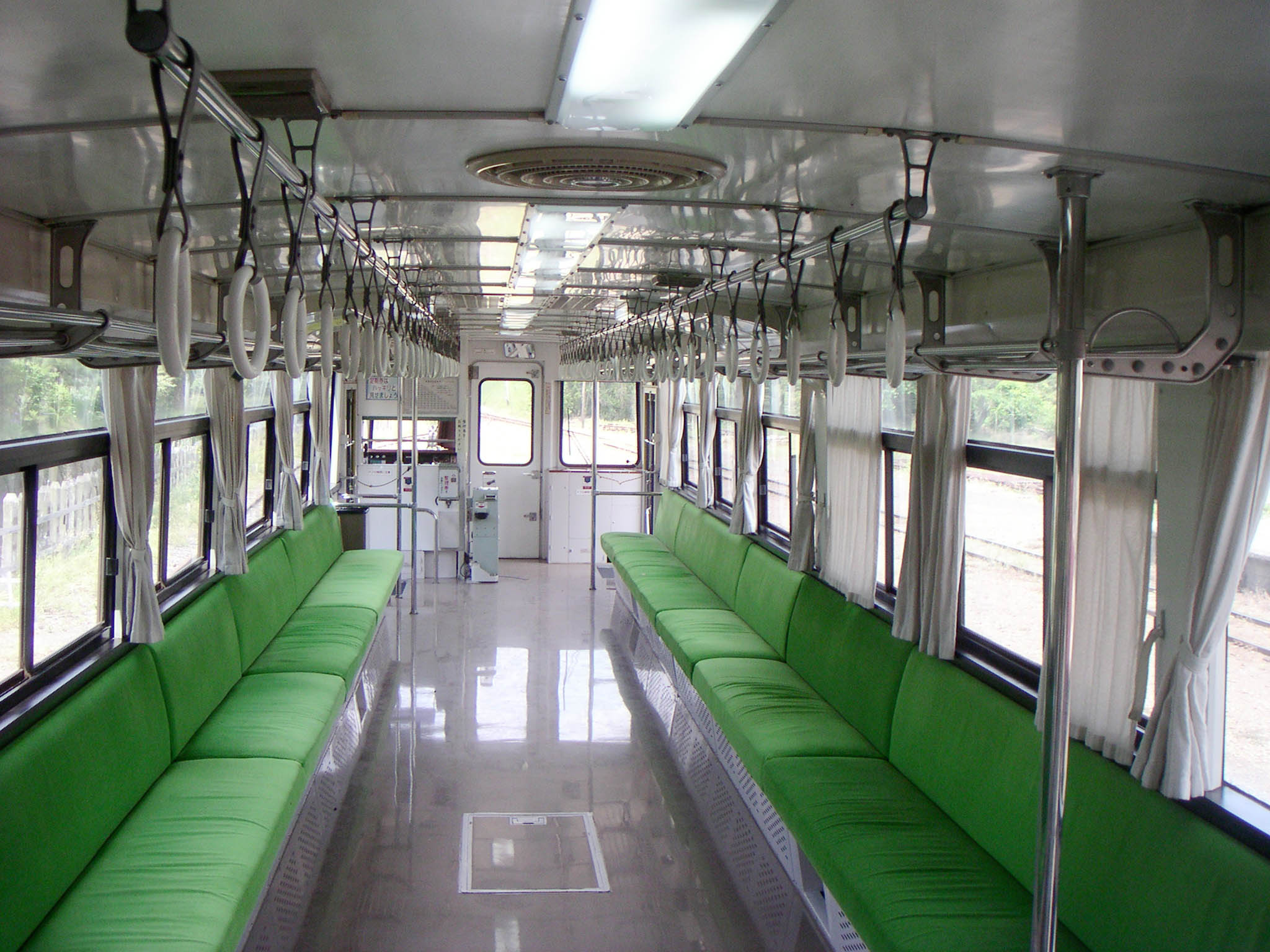
ロングシート化後の車内

製造当初、座席は出入口寄りをロングシート、中間部を向かい合わせの固定クロスシート（ボックスシート）としたセミクロスシートであったが、後に全車がロングシートに改造された。トイレは設置されていない。
ワンマン運転に対応するため、運転室付近に運賃箱と整理券発行機を設置している。運賃表示器は設置せず、三角表を掲示している。
機関直結方式、冷房能力22000kcal/hの冷房装置を装備した。

### 台車・機器
エンジンはLE-CarII標準のUDトラックス（旧:日産ディーゼル）PE6Hディーゼルエンジンである。
台車は空気ばね式二軸ボギー台車で、一方が二軸駆動の動力台車、もう一方が付随台車となっている。

## 廃車
204は数年間にわたって大多喜駅に留置され休車となっていたが、2010年にJR西日本からキハ52 125を譲受したため廃車となった。同車は210万円で販売され、2010年12月に御宿町の養鶏業者「村石養鶏場」に売却された。その後、2011年4月に同社が購入した万葉線デ7052、北陸鉄道モハ3752とともに、いすみ市に開設された農場「ポッポの丘」で農産物直売所として利用されている。
203は2012年1月8日の「ありがとう運転」を最後に、さらに207は同年3月末に廃車となり、ミャンマーへ譲渡された。205は2013年3月24日をもって運用を離脱した。
202は、2015年1月に機器系統の不具合が発生し運用離脱。その後廃車となり2015年7月9日に国吉から陸送にて、茂原市の煎餅製造工場三真に移送され、工場直売所の一角で来場者休憩室として利用されている。
206は2017年頃まで運用されていたが、その後は保留車となり国吉駅に留置されていた。2024年7月に廃車となり、木更津市の龍宮城スパホテル三日月の「いすみ鉄道ルーム」オープンに合わせて搬入された。